# Rina (Vorname)
Rina (hebräisch: רִינָה, Hindi/Marathi: रीना, japanisch: 莉奈, 里菜, 莉菜, 里奈 u. a.) ist ein weiblicher Vorname.

## Herkunft und Bedeutung
Der Name bedeutet im Hebräischen Freude/Singen. Eine Variante ist Rinat.
Im Niederländischen und Italienischen ist es eine Kurzform von Caterina, Catharina, Carina oder andere auf rina endenden Namen. Weitere Varianten sind Marinella (italisch) sowie Cato, Ina, Katinka, Rini, Riny, Tina und Tineke (niederländisch).
Der indische Name stammt wahrscheinlich vom Sanskrit-Element रीण (rina), das geschmolzen bedeutet. Eine Variante ist Reena.
Der japanische Name stammt vom japanischen 莉 (ri) für weißer Jasmin oder 里 (ri) für Dorf, kombiniert mit 奈 (na), einem phonetischen Zeichen, oder 菜 (na) für Gemüse/Grünes. Andere Kanji-Kombinationen sind möglich.

## Bekannte Namensträgerinnen
- Rina Aiuchi (* 1980), japanische J-Pop-Sängerin und Designerin
- Rina De Liguoro (1892–1966), italienische Pianistin und Schauspielerin
- Rina Franchetti (1907–2010), italienische Schauspielerin
- Rina Ronja Kari (* 1985), dänische Politikerin
- Rina Ketty (1911–1996), französische Chansonsängerin
- Rina Lazo (1923–2019), in Mexiko aktive guatemaltekische Malerin und Grafikerin
- Rina Marsa (1904–??), russischstämmige Schauspielerin beim deutschen Film
- Rina Mitsuhashi (* 1990), japanische Biathletin
- Rina Morelli (1908–1976), italienische Theater- und Filmschauspielerin
- Rina Mor-Goder (* 1956), israelische Schönheitskönigin
- Rina Matsuno (1998–2017), japanische Sängerin und Schauspielerin
- Rina Nabeshima (* 1993), japanische Leichtathletin
- Rina Rolinski (* 1978), deutsche Fußballspielerin
- Rina Wassiljewna Seljonaja (1901–1991), sowjetische Theater- und Filmschauspielerin
- Rina Takeda (* 1991), japanische Schauspielerin
- Rina Thieleke (* 1987), deutsche Eistänzerin